# Isidro del Prado
Pour les articles homonymes, voir Del Prado.
Isidro del Prado  (né le 15 mai 1959 à Cagang) est un athlète philippin, spécialiste du 400 mètres.

## Biographie
Il remporte la médaille d'or du 400 mètres lors des Championnats d'Asie 1983 et 1985, et s'adjuge la médaille d'argent aux Jeux asiatiques de 1986.

### Palmarès
| Date | Compétition         | Lieu     | Résultat | Épreuve | Performance |
| ---- | ------------------- | -------- | -------- | ------- | ----------- |
| 1983 | Championnats d'Asie | Koweït   | 1er      | 400 m   | 46 s 24     |
| 1985 | Championnats d'Asie | Djakarta | 1er      | 400 m   | 45 s 61     |
| 1986 | Jeux asiatiques     | Séoul    | 2e       | 400 m   | 45 s 96     |

### Records
| Épreuve | Performance | Lieu    | Date              |
| ------- | ----------- | ------- | ----------------- |
| 400 m   | 45 s 57     | Manille | 1er décembre 1984 |